# Sato Takuma
Sato Takuma (佐藤 琢磨 Satō Takuma,  sinh ngày 28 tháng 1 năm 1977) là một tay đua chuyên nghiệp người Nhật Bản. Sato đã đua toàn thời gian trong Dòng IndyCar kể từ năm 2010 cho KV, Rahal, Foyt, Andretti do Honda cung cấp, và bắt đầu lại từ năm 2018, các đội Rahal.
Sato đã vô địch Indianapolis 500 năm 2017 và 2020. Anh là tay đua châu Á đầu tiên vô địch Indy 500,Indy 500, và là tay đua thứ 20 có nhiều lần thắng 500. Anh cũng trở thành tay đua Nhật Bản đầu tiên giành chiến thắng trong cuộc đua IndyCar khi vô địch Grand Prix of Long Beach năm 2013, và chiến thắng năm 2020 đánh dấu lần thứ sáu của anh.
Anh đã thi đấu Công thức 1 từ năm 2002 đến năm 2008 cho các đội Jordan, BAR và Super Aguri do Honda cung cấp, ghi được một bàn thắng duy nhất tại Grand Prix Hoa Kỳ năm 2004. Vị trí thứ 8 của anh trong Giải vô địch các tay đua Công thức 1 Thế giới năm 2004 là kết quả tốt nhất từ trước đến nay đối với tay đua người Nhật Bản trong loạt giải.
Sato được những người hâm mộ và truyền thông biết đến với  phương châm của anh "không tấn công, không có cơ hội" khi nói về phong cách thi đấu của anh.